# Calcide (Eolide)
Calcide (in greco antico: Χαλκίς?) era una colonia greca dell'Eolide. 

## Storia
Viene menzionata da Stefano di Bisanzio ed è nota anche attraverso testimonianze numismatiche dato che esistono monete di bronzo del  IV secolo a.C. sulle quali è inciso «ΧΑ» e che sono state attribuite a Calcide.
Non è noto l'esatto luogo in cui era ubicata anche se ritiene che potrebbe essere stata nell'attuale isola turca di Çiplak Ada, situata in un arcipelago costituito da numerose isole tra Lesbo e l'Asia Minore. Erodoto conosceva questo arcipelago come «cento isole» e dice che c'erano delle città eolie ma non cita il nome di nessuna di esse.